# Tractat de Pequín
|  | Per a altres significats, vegeu «Convenció de Pequín». |

El tractat de Pequín fou un acord de pau que es va signar entre l'Imperi xinès i el Kanat de Kokand, a la capital imperial, el 1831, després de la guerra entre ambdós estats de 1828 a 1829. D'acord amb les estipulacions del tractat, el kan rebria els drets de les exportacions estrangeres a Aksu, Ush Turfan, Kaixgar, Yanghi Hissar, Yarkand i Khotan, i podria mantenir aksakals en totes aquestes ciutats per recaptar els drets i protegir als musulmans, però havia d'impedir als khoja sortir dels seus dominis i castigar-los si ho feien. La influència de Kokand a Kashgària es va incrementar.